# География Кабардино-Балкарии

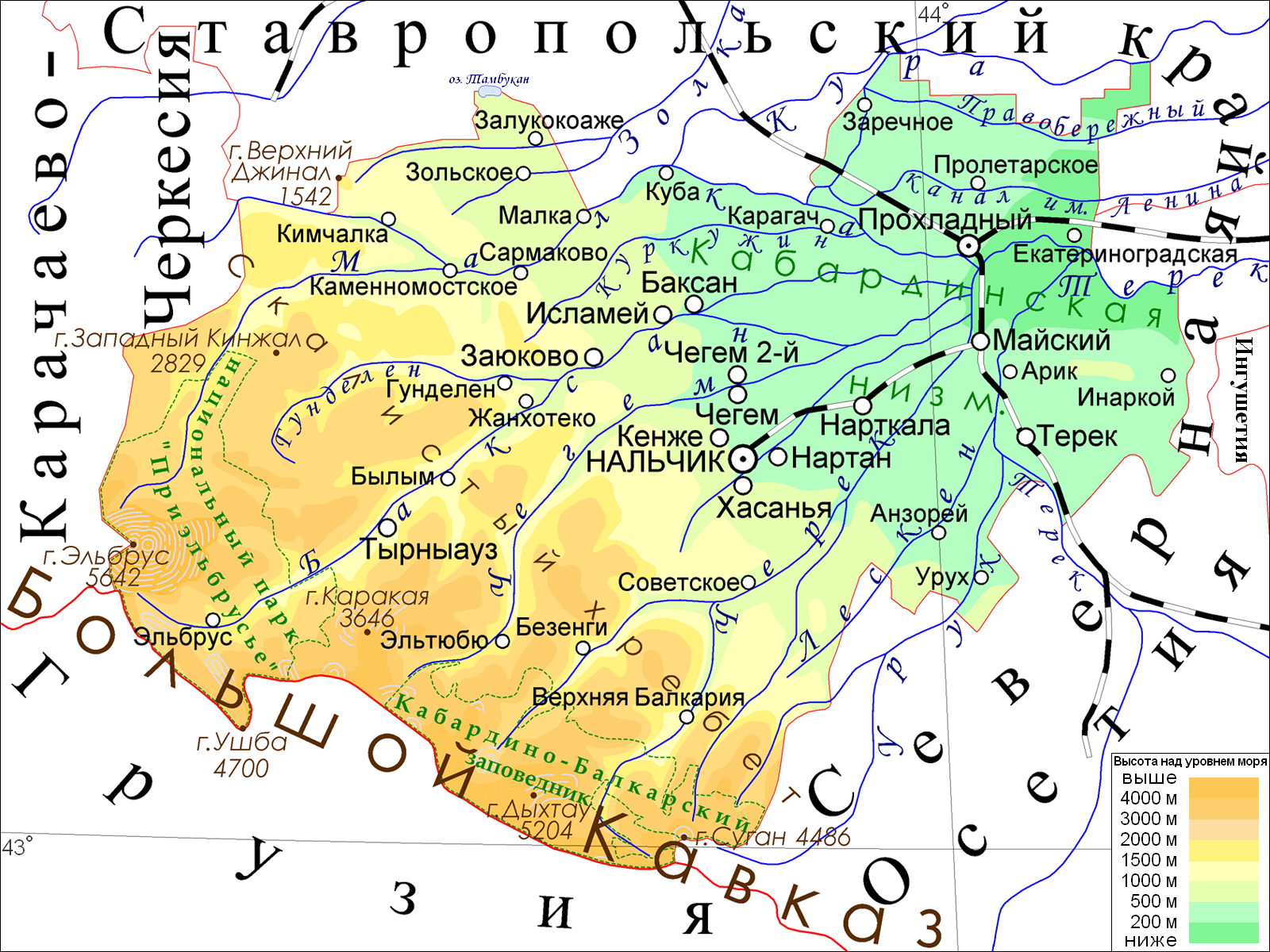
Карта Кабардино-Балкарии

Кабардино-Балкария расположена на северном склоне центральной части Большого Кавказа. Площадь территории составляет 12470 кв км. На юге граничит с Грузией, на севере — со Ставропольским краем, на западе — с Карачаево-Черкесией, на востоке и юго-востоке — с Северной Осетией.

## Рельеф

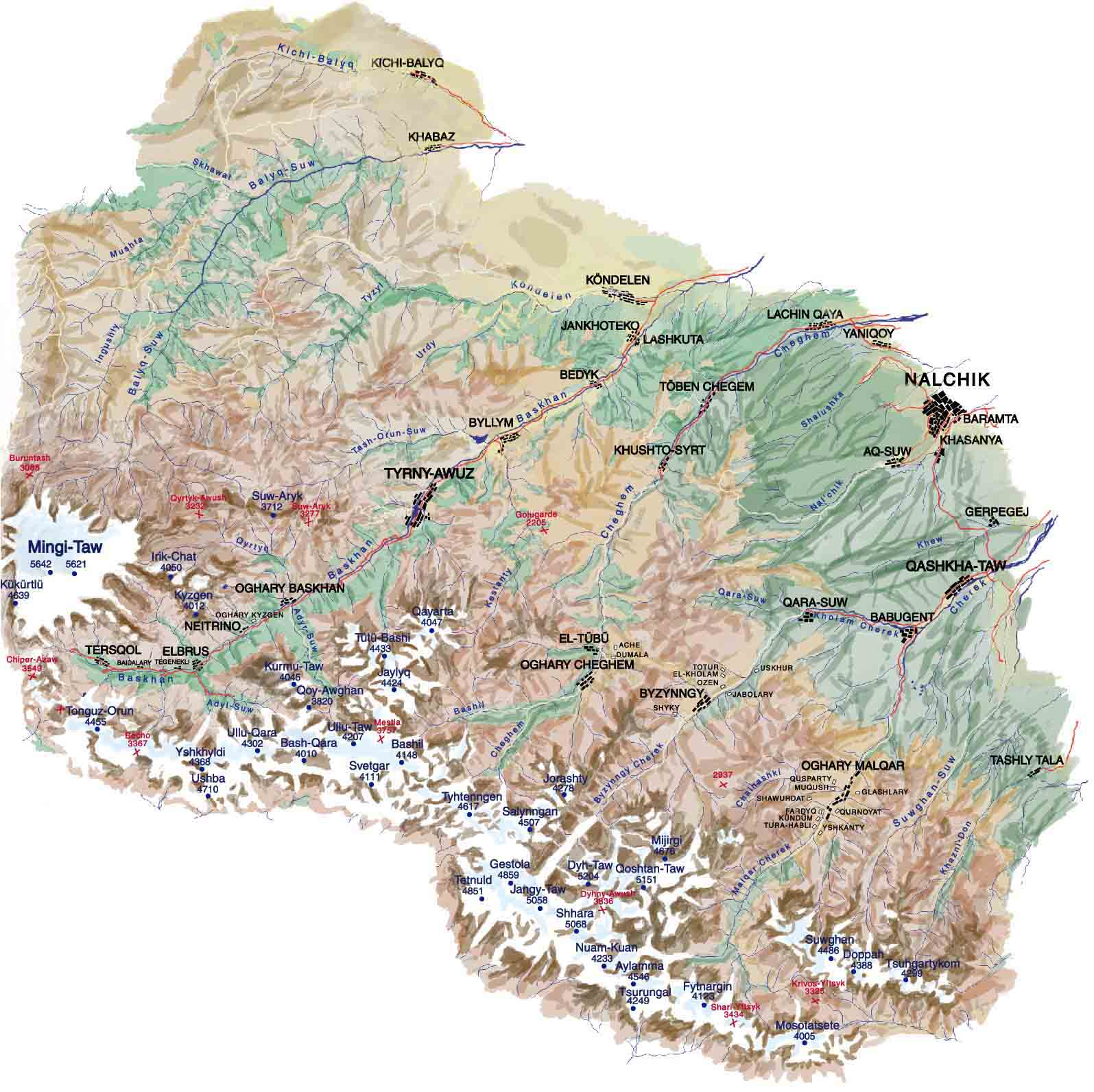
Карта гор и ледников Кабардино-Балкарии, включая Эльбрус (Mingi-Taw), Джангитау (Jangy-Taw), Дыхтау (Dyh-Taw) и Коштантау (Qoshtan-Taw)

На территории республики расположена высочайшая гора Кавказа и высочайшая точка России - Эльбрус (5642 м). Другими пиками"пятитысячниками" являются Дыхтау (5204,7 м), Коштантау (5152 м), Пик Пушкина (5100 м), Джангитау (5085 м) и Мижирги (5047 м). Все они превосходят высочайший пик Европы гору Монблан. Иногда высокие горы образуют сплошную Безенгийскую стену длинной 13 км, высота которой не опускается ниже 3 км.
На юге республики на высоте выше 2 км. расположен крупный ледник Дых-Котю-Бугойсу площадью 34 кв. км., который питает реку Черек Балкарский (бассейн Терека). Южная и юго-западная высокогорная часть республики получила название Балкарии, по имени исторически проживающего здесь народа балкарцев. 
На севере республики расположен Лесистый хребет высота гор здесь составляет около 1, 5 км (гора Аргаюко, Баксанский район). Между Лесистым и Главным Кавказским хребтом расположен Скалистый хребет. Высота гор здесь составляет 3 км. (Науджидза, Хазнибаши)
На северо-востоке республики находится Кабардинская равнина

## Геология
На территории Кабардино-Балкарии обнаружены залежи вольфрама и молибдена, а также золото.

## Гидрология

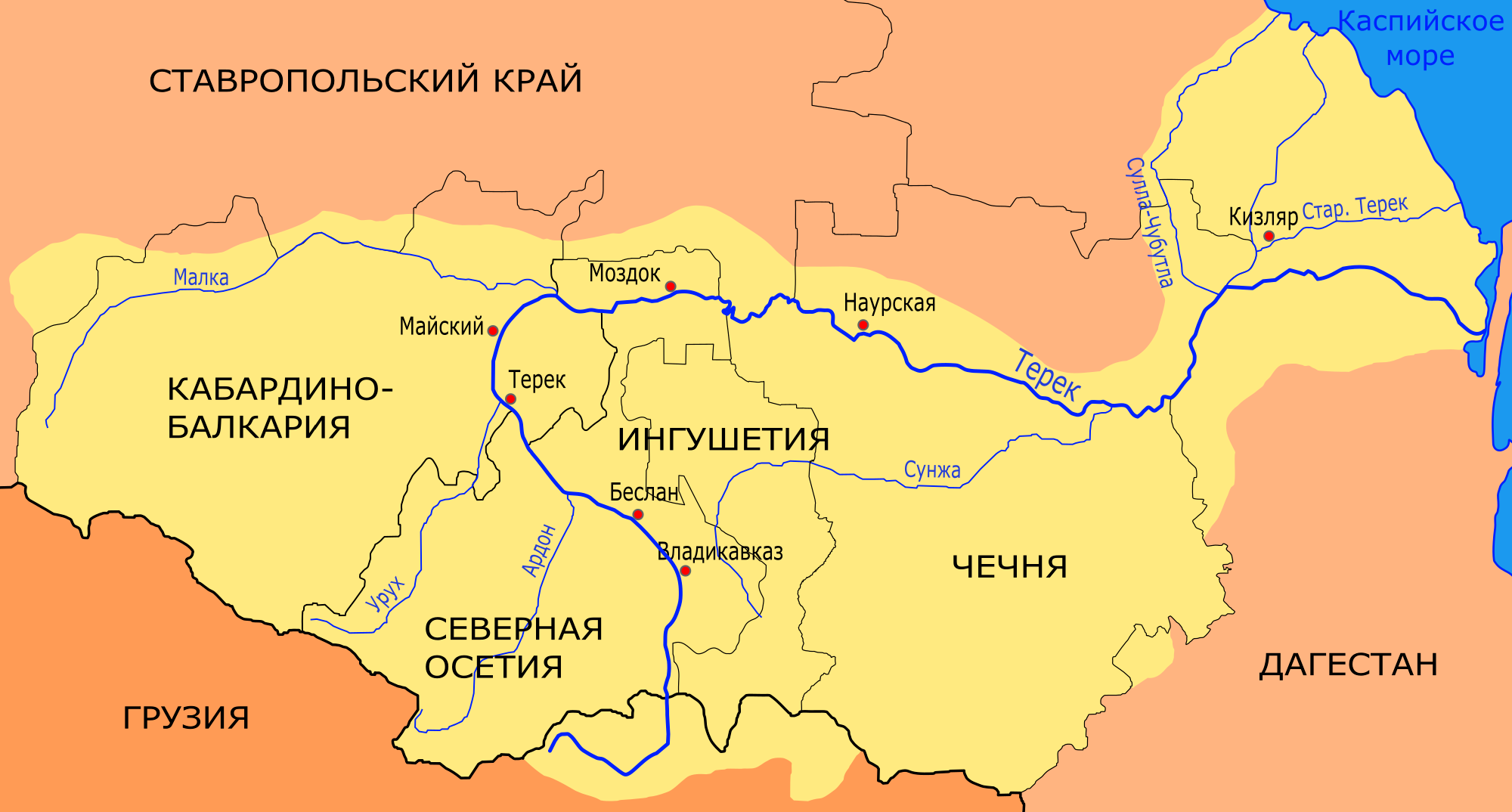
Кабардино-Балкария в западной части бассейна реки Терек

Основные реки: Терек (623 км - 76 км в пределах Кабардино-Балкарии), Малка (210 км), Баксан (169 км) и их притоки
Озер много, но крупных нет. Наиболее значительными являются Тамбукан, Шадхурей и Голубые озёра (Церик-Кель).

## Климат
На территории Кабардино-Балкарии по условиям тепло обеспеченности и условиям увлажнением можно выделить типы климатов: 
1. континентальный (Кабардинская равнина, северо-восточная часть); Зимой температура опускается до -8, а летом достигает +30[2]
2. умеренно - континентальный (предгорная часть); Зимой -4, летом до +25[2]
3. высокогорный (Приэльбрусье). Выше 2600 км. снег не тает круглый год. На вершинах гор температура может достигать -40[2].

## Растительный и животный мир
Пояс лесов (рощи из березы и сосны; широколиственные леса) и лесных лугов располагается на высотах от 1000 до 2400 м над уровнем моря, широколиственные леса поднимаются до 1600, а хвойные до 2400 и даже до 3000 (скальные сосняки). Наиболее известны широколиственные буковые леса, также среди деревьев представлены дубы, грабы, клены и ясени. Площадь лесов Кабардино-Балкарии составляет 15%
Высокотравные субальпийские луга (1400-2700), сменяются альпийскими низкотравными лугами (2300-3000). 
Из птиц наиболее интересны кавказский улар, кавказский тетерев, кавказский кеклик, беркут. Многочисленны горные козлы, кавказские и дагестанские туры, косули, серны, встречаются заяц-русак, благородный олень, бурый медведь, кабан, рысь.

## Природоохранные зоны
- Кабардино-Балкарский высокогорный заповедник